# قرار مجلس الأمن التابع للأمم المتحدة رقم 1889
قرار مجلس الأمن التابع للأمم المتحدة رقم 1889 المتخذ بالإجماع في 5 أكتوبر 2009.

## القرار
دعا مجلس الأمن، إلى مجموعة واسعة من الإجراءات لتعزيز مشاركة المرأة في جميع مراحل عمليات السلام، مع التركيز على الفترة التي أعقبت التوصل إلى اتفاقات السلام، حيث بدأ نقاشًا مكثفًا استمر يومًا كاملاً حول هذا الموضوع.
ومن خلال اتخاذ القرار 1889 (2009) بالإجماع، أعاد المجلس تأكيد قراره التاريخي رقم 1325 لعام 2000 بشأن «المرأة والسلام والأمن»، وأدان استمرار العنف الجنسي ضد المرأة في حالات النزاع وما بعد النزاع. وحث الدول الأعضاء وهيئات الأمم المتحدة والجهات المانحة والمجتمع المدني على ضمان مراعاة حماية المرأة وتمكينها أثناء تقييم احتياجات ما بعد النزاع والتخطيط، وإدراجها في التمويل والبرمجة اللاحقين.
كما دعا جميع المشاركين في التخطيط لبرامج نزع السلاح والتسريح والإدماج، على وجه الخصوص، إلى مراعاة احتياجات النساء والفتيات المرتبطات بالجماعات المسلحة، وكذلك احتياجات أطفالهن.
من خلال النص، طلب المجلس من الأمين العام أن يقدم تقريرًا في غضون 12 شهرًا يركز على المرأة في حالات ما بعد النزاع، وضمان التعاون بين الممثل الخاص للأمين العام المعني بالأطفال والنزاع المسلح والممثل الخاص المعني بالعنف الجنسي في النزاعات المسلحة، الذي طلب تعيينه بموجب قرار الأسبوع الماضي 1888 (2009).
قالت نائبة الأمين العام للأمم المتحدة آشا روز ميغيرو وهي تفتتح المناقشة نيابة عن الأمين العام بان كي مون: «يجب ألا يؤدي وقف النزاع إلى تهميش النساء والفتيات، ولا إنزالهن إلى الأدوار النمطية.» 